# Corpo della gendarmeria della Repubblica di San Marino

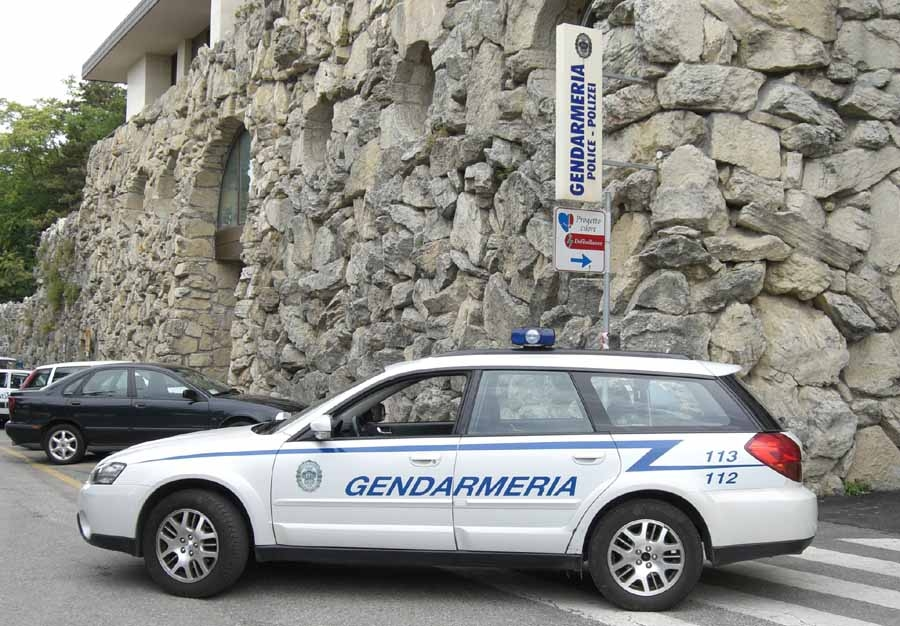
Una Subaru Outback della Gendarmeria

Ad esclusione dell’Ufficiale Comandante, gli appartenenti al Corpo della Gendarmeria rivestono la qualifica di Ufficiali di Polizia Giudiziaria. Il Corpo della Gendarmeria fa parte dei corpi militari ed è una delle forze dell'ordine della Repubblica di San Marino.
La Gendarmeria, fondata nel 1842, è autorità di polizia di sicurezza e di polizia giudiziaria, polizia amministrativa, competente per i pubblici spettacoli, le armi, gli stranieri. Per reclutamento, stato ed avanzamento del personale nonché amministrazione e logistica, servizi d'onore e scorte dipende dalla Segreteria di Stato per gli affari esteri e politici mentre per l'ordine e la sicurezza pubblica dipende dalla Eccellentissima Reggenza.
Per un lungo periodo di tempo, nel secolo scorso, dal 1921 al 1936 e dal 1962 al 1984, grazie ad un accordo di collaborazione con l'Italia, il Corpo della Gendarmeria era composto da militari dell'Arma dei Carabinieri prescelti a rotazione tra quelli in servizio rispettivamente nella  Legione Carabinieri Reali di Ancona e nella  Legione Carabinieri di Bologna ed era posto al comando di un Ufficiale dei Carabinieri appositamente designato dal  Comando Generale dell'Arma. Tali militari, per lo svolgimento del servizio sammarinese indossavano l'uniforme della Gendarmeria.
Il Corpo oggi è formato da un Comando Centrale e nove comandi di Brigata dislocati nei rispettivi nove Castelli in cui è suddiviso amministrativamente il territorio della Repubblica. Il Comando si avvale di Sezioni e Nuclei specializzati, di supporto alle Brigate. Personale della Gendarmeria assolve anche le funzioni di Direttore nonché di vigilanza e custodia del Carcere dello Stato.

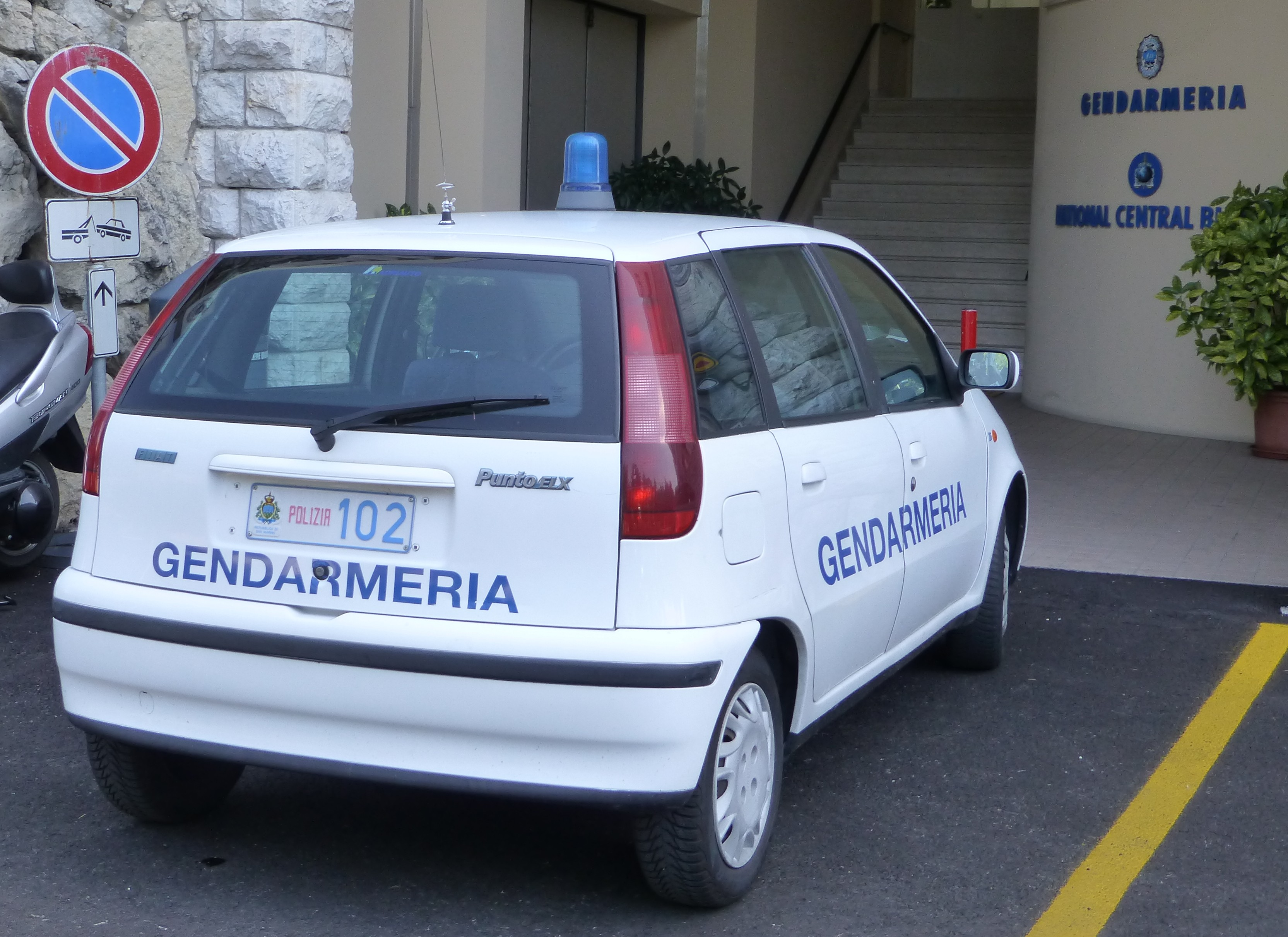
Una Fiat Punto ELX davanti alla sede della Gendarmeria e della sede sammarinese dell'Interpol a Città di San Marino.

## Funzioni
Le funzioni della Gendarmeria - corpo di polizia con status e ordinamento militare, a competenza generale - sono:
- Prevenzione e repressione dei reati
- Mantenimento dell'ordine pubblico, della sicurezza dei cittadini e tutela delle proprietà
- Polizia amministrativa (pubblici spettacoli, stranieri, armi e controlli residenze)
- Cura dell'osservanza delle leggi, dei decreti, dei regolamenti dello Stato
- Scorte e servizi d'onore
- Concorre nell'attività di soccorso nei casi di calamità

Ad esclusione dell’Ufficiale Comandante, gli appartenenti al Corpo della Gendarmeria rivestono la qualifica di Ufficiali di Polizia Giudiziaria.

## Certificazioni rilasciate
Il Comando della Gendarmeria rilascia i seguenti certificati:
- porto d'armi
- buona condotta
- residenza effettiva

## Sedi gendarmeria

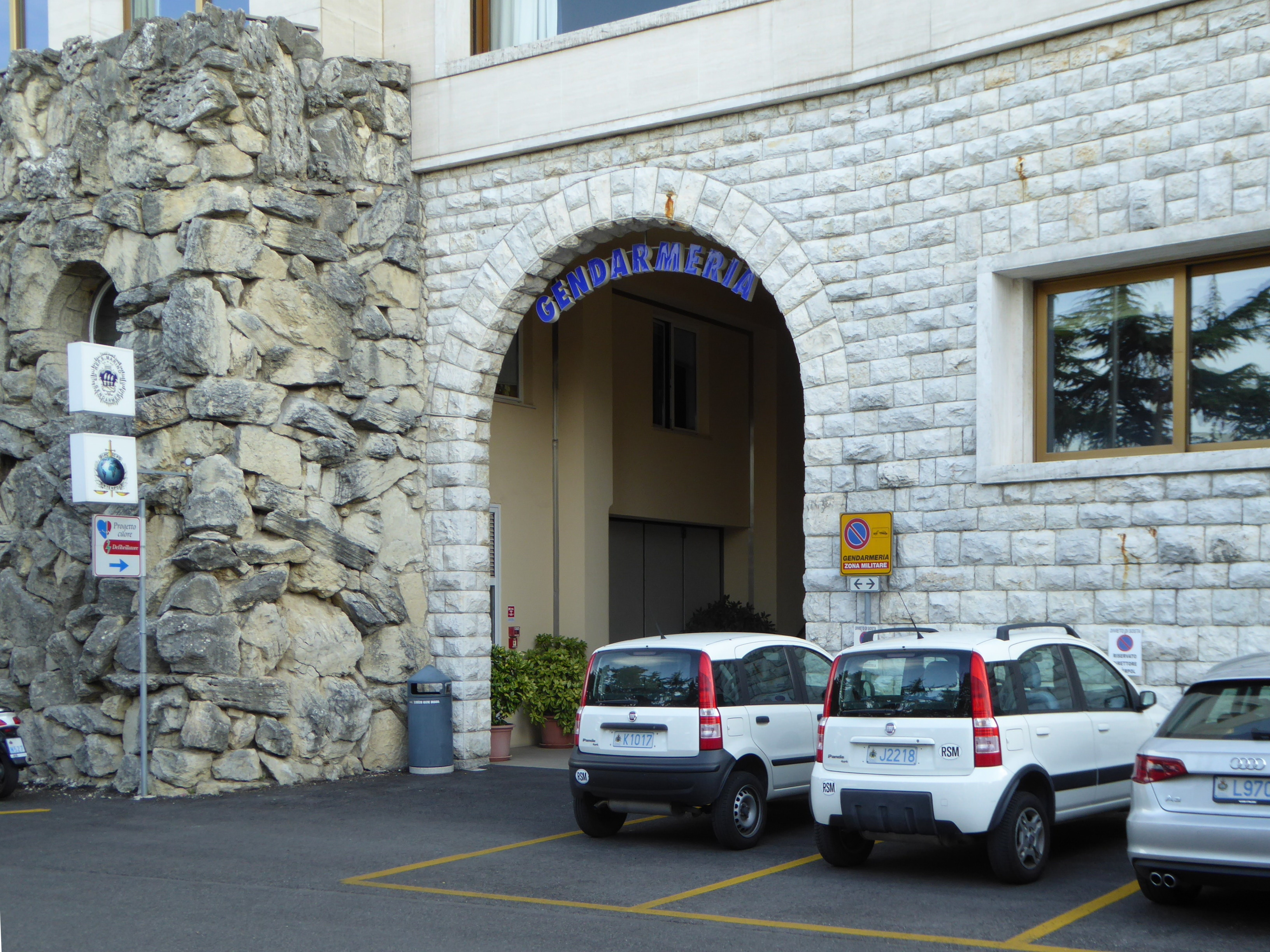
Sede in via J. F. Kennedy 11

Il Corpo della Gendarmeria si divide in:
- Reparti - le unità operative di direzione comandati dagli ufficiali;
- Uffici e Nuclei - le unità operative di base competenti in una materia comandati dai sottufficiali;
- Brigate - le unità operative di base competenti in un territorio comandati dai sottufficiali.

Le sedi sono:
- Comando centrale: via J.F. Kennedy 11 – RSM-47890 Città di San Marino
- Sezione informativa, investigativa e polizia giudiziaria: via J.F. Kennedy 11 – RSM-47890 Città di San Marino
- Nucleo antidroga antisofisticazioni e sanità: via J.F. Kennedy 11 – RSM-47890 Città di San Marino
- Sezione servizi preventivi e pronto intervento - centrale operativa: Via J.F. Kennedy 11 – RSM-47890 Città di San Marino
- Ufficio stranieri: centro uffici – RSM 47893 Borgo Maggiore
- Ufficio armi: centro uffici – RSM 47893 Borgo Maggiore
- Acquaviva – ufficio distaccato in Gualdicciolo: strada di M.te Cerreto, 2  - RSM-47892 Acquaviva
- Borgo Maggiore: via XXVIII Luglio – RSM-47893 Borgo Maggiore
- Chiesanuova: piazza Salvatore Conti, 11 – RSM-47894 Chiesanuova
- Domagnano: Piazza Filippo da Sterpeto, 3 – RSM-47895 Domagnano
- Faetano: Strada della Croce – RSM-47896 Faetano
- Fiorentino: via la Rena, 19/a – RSM-47897 Fiorentino
- Città di San Marino: piazza del Titano – RSM-47890 Città di San Marino
- Serravalle: via Olivella – RSM-47891 Serravalle
- Montegiardino: via del Dragone, 16 – RSM 47890 Montegiardino

## Gradi

Le Tre Penne militari, simbolo di appartenenza ai Corpi militari sammarinesi e distintivo di grado per gli ufficiali; possono essere dorate o argentate a seconda dei corpi

Di seguito si riportano le insegne di grado indossate sulle controspalline del personale della Gendarmeria. Inoltre, gli ufficiali della Gendarmeria, come gli ufficiali dei corpi militari volontari e del Nucleo uniformato della Guardia di Rocca, oltre a indossare le insegne di grado sulle controspalline indossano il grado anche sui paramani della giacca secondo la tradizione delle forze armate italiane sostituendo la bitta o il rombo con le torri sammarinesi: una per gli ufficiali subalterni, due per gli ufficiali superiori, tre per i generali, al di sopra della greca.
Sui berretti il grado è indicato dai galloncini portati sui soggoli per gli ufficiali subalterni, sui cordoni intrecciati degli ufficiali superiori e sulle trecce degli ufficiali generali.
Gli ufficiali della Gendarmeria indossano sul bavero della giubba gli alamari ricamati d'argento degli ufficiali dell'Arma dei Carabinieri con apposta - in luogo della stelletta a cinque punte - una tre penne argentate.
L’organico del Corpo della Gendarmeria è composta da:
a) Ufficiale Comandante;
b) 4 Ufficiali, preposti al Comando dei Reparti, di cui uno con funzione di Vice Comandante;
c) 8 Marescialli;
d) 16 Brigadieri;
e) Vice Brigadieri;
f) Appuntati;
g) Gendarmi;
h) Allievi Gendarmi;
i) Gendarmi Ausiliari.
Per Vice Brigadieri, Appuntati e Gendarmi non è previsto un limite di numero in organico.
| generale (2013–2015) |             |                    |                    |                  |                  |
| generale di brigata  |             |                    |                    |                  |                  |
| ufficiali            |             |                    |                    |                  |                  |
| colonnello           | colonnello  | tenente colonnello | tenente colonnello | maggiore         | maggiore         |
| capitano             | capitano    | tenente            | tenente            | sottotenente     | sottotenente     |
| sottufficiali        |             |                    |                    |                  |                  |
| maresciallo          | maresciallo | brigadiere         | brigadiere         | vicebrigadiere   | vicebrigadiere   |
| graduati e militi    |             |                    |                    |                  |                  |
| appuntato            | appuntato   | gendarme           | gendarme           | allievo gendarme | allievo gendarme |

## Armi
Di seguito sono elencate le armi in dotazione ai Corpo della Gendarmeria della Repubblica di San Marino:
| Tipo                     | Arma                                     | Calibro                      |
| ------------------------ | ---------------------------------------- | ---------------------------- |
| Pistola                  | - Glock 17 - Beretta 92FS - Beretta 92SB | calibro 9 × 19 mm Parabellum |
| Fucile da battaglia      | - Beretta BM 59 (FAL)                    | calibro 7,62 NATO            |
| Carabina semi-automatica | - Winchester M1 Carbine                  | calibro 30 Carbine           |
| Pistola mitragliatrice   | - Beretta PM12 - Heckler & Koch MP5      | calibro 9 × 19 mm Parabellum |
| Fucile a canna liscia    | - Franchi SPAS-15                        | calibro 12                   |
| Fucile d'assalto         | - Beretta SC 70/90                       | calibro 5.56 NATO            |
| Lanciagranate            | - Swiss Arms GL 5040                     | granata da 40 mm             |

## Dati 2013
Nel 2013 la Gendarmeria con 1.844 pattuglie in servizio nella Repubblica, ha denunciato 602 reati così suddivisi:
- 223 casi di danneggiamento
- 198 furti di cui 71 in abitazione
- 43 casi di violenza a donne e minori
- 26 frodi e truffe
- 21 casi di minacce o ingiurie
- 39 denunce riguardo a sostanze stupefacenti
- 39 segnalazioni varie riferite al web
- 13 denunce per guida in stato di alterazione psicofisica

## Comandanti
I Comandanti del Corpo sono stati quasi sempre degli stranieri. Nell'Ottocento provenivano dal Granducato di Toscana o dallo Stato Pontificio. Successivamente sono stati scelti talora fra cittadini sammarinesi ma prevalentemente dai ranghi delle polizie italiane, specialmente nell'Arma dei Carabinieri. Si sono registrate anche vacanze nell'incarico, conseguenti a difficoltà finanziarie per il mantenimento del Corpo, spesso ridotto ad un solo Gendarme.
- Ispettore e Mar. Magg. d'Alloggio Giovan Battista Mattioli (1842–1848);
- Maresciallo Giovanni Paoli (1854–1857);
- Ispettore di Polizia Luigi Archimede Pineschi, nominato successivamente Maresciallo d'All. e quindi Sottotenente onorario (1857–1859);
- Comandante di Piazza, Nob. Capitano Antonio Belluzzi (1860–1863);
- Ispettore Politico e Comandante Valentino Vacchi (1863–1898);
- Ispettore Politico Saturno Spiaggiari (1898–1901);
- Ispettore Politico Tenente Eugenio Carrel (1906–…);
- Tenente RR.CC. Cav. Feliciano Iussa (1921–1923);
- Tenente Biagio Campo (1923–1928);
- Tenente Luigi Lolli, Tenente Cav. Frosetti e Tenente Mirenda (a turno, 1928–1931);
- Tenente Emilio Radaelli (1932–1935);
- Primo Tenente Luigi Conioli (1936);
- Tenente Pietro Animali (1936–…);
- Mar. Magg. Pasquale Lucarini (autunno 1944);
- Capitano Gaetano Tranfa (1946–1956);
- CapitanoEttore Sozzi, anche Ispettore della polizia Urbana (1957–…);
- Mar. Magg. Emilio Paltrinieri (…–1957);
- Colonnello Fedele Daniele, anche Ispettore della polizia Urbana (1958–1984);
- Maggiore Giambattista Di Fine, Comandante f.f. (1984–1988);
- Colonnello Marcello Biagioli (1988–2004);
- Mar. Magg. "A" Leo Guidi, Comandante f.f. (2004–2005);
- Colonnello Achille Zechini (2005–2012);
- Mar. Magg. "A" Werter Selva, Comandante f.f. (2012–2013);
- Generale Alessandro Gentili (2013–2015);
- Mar. Magg. "A" Werter Selva, Comandante f.f. (2015);
- Colonnello Maurizio Faraone, Comandante (2015- …).